# Vincelles (Yonne)
Vincelles è un comune francese di 1068 abitanti situato nel dipartimento della Yonne nella regione della Borgogna-Franca Contea.

## Società

### Evoluzione demografica
Abitanti censiti